# Amay
Amay (wa. Ama) – miejscowość i gmina (commune) w Belgii, w Regionie Walońskim, w prowincji Liège, w okręgu Huy. Według Dyrekcji Generalnej Instytucji i Ludności, 1 stycznia 2024 roku gmina liczyła 14 531 mieszkańców.

## Podział administracyjny
W skład gminy wchodzą cztery dzielnice (section):
- Ampsin
- Flône
- Jehay
- Ombret

## Osoby

### urodzone w Amay
- René-François de Sluse (1622–1685), belgijski matematyk
- Zénobe Gramme (1826–1901), belgijski elektrotechnik
- Béatrice Libert (1952), belgijska poetka i pisarka
- Freddy Terwagne (1925–1971), belgijski polityk